# Decimeter
En decimeter är 10−1 meter, alltså en tiondels meter. Det förkortas "dm". Decimeter kommer från SI-prefixet deci. Längdenheten används för att beskriva vardagsnära saker, exempelvis möbler.
- 10 decimeter = 1 meter
- 1 decimeter = 10 centimeter
- 1 kubikdecimeter = 1 liter